# Betta simplex
Betta simplex је зракоперка из реда Perciformes.

## Распрострањење
Ареал врсте је ограничен на једну државу. Тајланд је једино познато природно станиште врсте.

## Станиште
Станиште врсте су слатководна подручја.

## Угроженост
Ова врста се сматра рањивом у погледу угрожености врсте од изумирања.